# Hymenophyllum cincinnatum
Hymenophyllum cincinnatum är en hinnbräkenväxtart som beskrevs av Gepp. Hymenophyllum cincinnatum ingår i släktet Hymenophyllum och familjen Hymenophyllaceae. Inga underarter finns listade.